# كيوكو أوكازاكي
كيوكو أوكازاكي (باليابانية: 岡崎京子؛ بالكانا: おかざき きょうこ) هي مانغاكا يابانية، ولدت في 13 ديسمبر 1963 في سيتاغايا في اليابان.